# 云南七一五学生运动
云南七一五学生运动，又稱昆明七一五镇压学生爱国运动、七·一五云南学生爱国运动、七·一五爱国民主运动，是1948年7月15日发生在云南昆明的学生运动事件，亦是反美扶日运动的一部分。此次学生运动中，国民党云南当局派遣军警大规模抓捕参与学生，被抓学生近千人，被监禁时间长达半年，至1949年春，最后的一批被困学生被无罪释放。是中國學生運動史重要一頁。

## 背景
因反对美国政府重建日本军队。
1948年4月30日，中共中央在纪念五一国际劳动节的口号中号召：“全国工人阶级和全国人民团结起来，反对美帝国主义者干涉中国内政，侵犯中国主权，反对美帝国主义者扶植日本侵略势力的复活！”为此，5月7日，全国学联发出了《为反对美帝扶植日本告全国同胞书》，自5月起，上海、北平、南京、广州、福州、重庆等地学生陆续开展反美扶日活动。。
1948年5月4日，上海学生率先开展反对美帝扶植日本侵略势力复活（简称“反美扶日”）的集会和示威游行，南京、北平学生也随即响应，掀起了全国性的“反美扶日”运动。

## 昆明反美扶日运动[1][3][4][5][6][7]
1948年5月上旬，中共云南省工委和昆明市工委响应中共中央的号召，在昆明开展“反美扶日”运动。党对“反美扶日”运动的决定，在昆明广大青年学生中引起积极的反响，他们纷纷要求学联组织一次全市性的活动，以声援上海、南京等地的运动。
1948年6月14日，昆明学联经党组织同意，召开常委会议，决定于6月17日全市大中学生总罢课一天，召开“反美扶日”大会。
1948年6月16日晚，昆明学联组织云南大学、昆明师院等校学生在云大至公堂召开“反美扶日”时事报告会，请进步教授作报告，讲述“反美扶日”的意义。国民党当局获悉后，立即以省政府的名义发出命令禁止游行示威，并威胁“估抗游行者，准宪警逮捕法办”，同时以代电发往云南大学、昆明师院、云南省教育厅、云南省警备司令部，要求各校严加管训学生，防止学生参加集会游行。
1948年6月17日清晨，国民党当局派遣军警封锁了昆明的郊区学生进入市内的主要道口，云南大学附近军警密布，交通断绝。全市40余所大中学校的近万名学生冲破重重阻挠聚集到云南大学，于上午10时召开了昆明大中学生“反美扶日”大会。大会愤怒声讨美帝扶植日本侵略势力复活的罪行，宣读了《全国学联为反对美帝扶植日本告全国同胞书》，通过了《昆明学生反对美帝扶植日本侵略势力复活并抗议京沪暴行罢课宣言》。同学们对反动当局一系列的阻挠限制非常愤慨，会上强烈要求举行示威游行。为顺应广大学生的要求，经学联党组请示省工委书记郑伯克同意，决定举行游行示威。面对气势汹汹的国民党当局，与会学生庄严宣誓：“……一人入狱，万人入狱，一校受迫害，全体一致声援，迫害在哪里发生，斗争就在哪里爆发，同生死，共患难，赴汤蹈火，在所不惜”。学生们焚烧蒋介石模拟像后，冲破军警的层层阻拦，浩浩荡荡走向街头。游行队伍高呼“反对美帝扶植日本”的口号，行进到美国领事馆示威，学联代表向美国领事递交了《昆明学生联合会致美领事转杜总统函》的抗议信。傍晚，国民党当局在学生分散回校途中，逮捕了参加游行的大中学生29人。
1948年6月18日，昆明学联组织了77人的请愿代表团，到警备司令部要求释放被捕学生，遭到无理拒绝。国民党当局又逮捕了2名请愿代表和2名负责联络的学生。学联发表《告家长、师长、三迤父老书》，决定继续罢课3天，以示抗议，并要求云南省警备司令部立即停止非法逮捕，释放全部被捕学生。国民党当局拒不接受学生的合理要求，还通令各校举行期末考试和毕业考，宣布提前放假，企图迫使学生退出运动，瓦解学生队伍。针对敌人的阴谋，在中共云南省工委、昆明市工委的领导下，昆明学联决定继续斗争，成立“昆明学生反扶日反迫害联合会”，组织突击大队到各中学串联发动群众，坚持罢课，同时向省内外发出大量文告，揭露国民党当局的罪行，呼吁社会各界制止暴行。昆明学联还派出许多宣传队，上街向人们宣传“反美扶日”的意义，控诉国民党当局的无理行为。
1948年6月27日深夜，30多个宪兵、特务冲入松坡中学，捕走师生5人。
1948年6月29日凌晨，警备司令部又调集宪兵200多人围攻求实中学和昆华女师，抓捕师生4人。在此危急的形势下，为避免被敌人各个击破，党组织决定将大部分学校的学生集中到云南大学和南菁中学。
1948年7月1日，学生在市中心进行宣传时，国民党军、警、特务同时出动，在光天化日之下包围、殴打、逮捕学生，打伤数十人，逮捕17人。同时，国民党当局包围了集中在云南大学、南菁中学两校的学生，并以断水、断电、断粮相逼迫。
1948年7月8日，特务又在南菁中学门口开枪打伤3名学生，抓捕1名教师。
1948年7月9日，蒋介石电令云南当局“即饬宪警进入云大等校逮捕奸党”。
1948年7月13日，国民党教育部派参事刘英士到昆明，以“疏导学潮”为名，与云南国民党当局密谋策划，加紧镇压学生运动。
1948年7月15日凌晨4时左右， 2,000多名军、警、宪、特在警备总司令何绍周亲自指挥下，进攻集中于云南大学会泽院和南菁中学的学生。经过数小时的抵抗，南菁中学当天中午被国民党当局攻下，400余名学生全部被抓捕，许多同学惨遭毒打。守卫在云南大学会泽院的同学，凭借居高临下的有利地势，与军警奋力搏斗，敌人动用消防水龙、救火云梯和挠钩，施放烟幕弹，并鸣枪威胁，学生们最后退上三楼，砸断了楼梯，将仅有的一点大米靠接雨水煮成夹生饭充饥，坚守了两天一夜。
1948年7月16日，卢汉同运动学生谈判，卢汉“保证不殴打学生，但要逮捕五、六个为首的学生”，但是，在谈判还在进行中的时候，军警就冲上三楼，在云南大学会泽院抓捕400多学生。至此，国民党云南当局共抓捕学生800多名，创造了中国学生运动史上抓捕人数之多的纪录，除对15岁以下的年幼学生准予请保释放外，将近百名师生送进监狱，将其余400多人集中，由警备司令部、教育厅共同举办夏令营，以“训练思想”进行“感化”。国民党云南当局企图从被捕师生中破获中共云南地下组织，对被关押的师生施以拳打脚踢、踩杠子、电刑和假枪毙等酷刑，强迫他们供出云南党组织和党员。
1948年7月27日“夏令营”正式开始，由何绍周兼主任，按军事化集训400余名学生。国民党云南当局要被捕同学们写“悔过书”，企图从夏令营中挖出中共云南地方组织的线索。在与上级组织暂时失去联系的情况下，夏令营中的中共党员、云南民主青年同盟依靠集体的智慧和力量，带领同学们与国民党云南当局机智周旋，使国民党云南当局的阴谋一次次落空。昆明市工委很快与夏令营中的党组织恢复了联系。通过党组织领导的坚决斗争，反动派的残酷暴行引起了社会舆论的普遍不满，在社会人士的强烈呼吁下，夏令营不得不于9月5日草草结束。
1948年9月初，国民党云南当局将关押在各处的76名师生（其中中共党员34名）全部集中到云南省特种刑事法庭监狱关押。被捕的中共昆明市工委委员袁用之通过秘密串联，建立了狱中临时党支部，号召“把监狱变成战场，把监狱变成熔炉，把监狱变成学校”，领导被捕人员和敌人开展斗争。狱中党支部组织大家学习时事，分析形势，对中共党员、云南民主青年同盟成员进行革命气节教育，鼓舞同学们坚定革命意志，有效地抵制了“申请缓刑”的错误主张，并经过斗争迫使狱方部分改善了狱中的生活条件。中共云南省工委、昆明市工委随即和狱中党支部取得联系，一方面领导监狱和法庭的斗争，一方面积极争取社会各界的声援与支持，组织营救被捕师生。被关进监狱的学生们虽然受尽了各种酷刑，但毫不妥协，在狱中中共党组织的领导下，坚持和敌人作斗争。中共党员、云南民主青年同盟成员始终保持着革命者的气节，宁可牺牲自己，也绝不暴露组织。被关押在“夏令营”的同学们相互密切配合，保护了中共与云南民主青年同盟的地下党组织。在同学们英勇顽强、坚贞不屈的斗争面前，在全国各阶层舆论的强大压力下，在解放战争节节胜利的形势威慑下，迫使国民党当局不得不陆续释放了关押在狱中的同学。
1949年春，最后的一批学生被无罪释放。

## 后续影响
中共云南省工委、昆明市工委对获释的中共党员、云南民主青年同盟成员被捕后的表现进行了审查，将其中大部分疏散到农村游击区参加武装斗争。“七一五”“反美扶日”运动结束后， 国民党云南当局强行解散了云大附中、建民中学、中山中学和金江中学这4所在昆明学生运动中起重要作用的学校，撤换了12所进步学校的校长。云南大学学生中，有14人被开除学籍，7人遭勒令退学，20人受到记大过和留校察看处分，一些学生进步团体也被反动派取缔。

“七一五”“反美扶日”运动锻炼和培养了党的干部和爱国青年，从1948年秋后至1949年春末的半年中，1,300多名经历过历次学生运动锻炼的积极分子被接收参加了中国民主青年同盟，130多名民青成员参加了中国共产党，发展、壮大了革命力量。“反美扶日”斗争还促进了学生运动与工、农运动的结合，运动后有上千名党员、民青成员和青年积极分子到全省各地农村参加党领导的人民武装斗争，走上了知识分子与工农相结合的道路，为争取云南的解放发挥了重要的作用。

## 后续纪念
昆明一二·一老同志合唱团为纪念“七·一五”运动四十周年，以音乐剧形式再现了这一昆明学生运动。

## 相关词条
- 中國學生運動史
- 一二·一事件